# 巴厘島新鱗鮋
巴厘島新鱗鮋，為輻鰭魚綱鮋形目鮋亞目真裸皮鮋科的其中一種，為熱帶海水魚，分布於印度西太平洋印尼帝汶海至澳洲西北部海域，體長可達9.5公分，棲息在大陸棚，生活習性不明。

## 扩展阅读
維基物種上的相關：巴厘島新鱗鮋